# Surround sound
Surround sound er en betegnelse for lyd der typisk gengives 5 eller 7 kanaler fordelt rundt omkring lytteren, i modsætning til stereo som kun består af 2 kanaler, der på normalvis er placeret på foran lytteren i venstre og højre side. Surround sound bruges normalt til film, hvor lydsporet bliver mixet i henholdsvis 5 eller 7 kanaler for at simulere en virkelighedsnær lyd der alt efter opsætning og kvalitet, mere eller mindre vil kunne få lytteren til at føle at vedkommende sidder placeret midt i handlingen. Rent lydmæssigt vil det kunne føles som om at kugler fra pistoler i en action film vil flyve om ørerne på en, eller at et fly vil komme flyvende hen over hovedet på en.

## Kanaler
I surround sound mixer man typisk lydsporet i 5 eller 7 kanaler (6 eller 8 hvis man tæller subwooferen med). En kanal er et separat lydspor som typisk vil blive varetaget af en højttaler. Dvs. at du normalt har 5 eller 7 højttaler som hver varetager sit eget lydspor. I nogle tilfælde hvor surround sound bliver gengivet i større lytterum, vælger man normalt at bruge flere højttalere til at varetage en kanal for at få lyden til at fylde nok i rummet. Det bliver mest brugt i biografer som har meget store rum der skal spilles op. Det er også forklaringen på hvorfor man typisk vil se et stort antal højttalere hænge på væggene i en biograf, selvom lyden kun bliver gengivet i 5 eller 7 kanaler.
Når man kikker på surround sound lyden på en film vil den typisk rent teknisk stå angivet som enten 5.1 eller 7.1. Tallet før "." angiver hvor mange normale kanaler det samlede lydspor indeholder. Altså de kanaler der indeholder lyd i den mest brugte del af det hørbare frekvensområde. Tallet efter "." angiver antallet af lydspor der er dedikeret til subwooferen/subwooferene i surround systemet. Subwooferen er den højttaler der gengiver de dybe bass frekvenser, som normalt er frekvenserne under 80 Hz. Der er normalt kun en enkelt kanal tilknyttet subwooferen selvom man i nogle tilfælde vælger at benytte flere subwoofere til at gengive lydsporet, på samme måde som med de andre højttalere i systemet.

## Højttalernes placering
En typisk 5.1 højttaler opstilling består af 2 front højttalere, en center højttaler samt 2 surround/bag højttalere og en subwoofer. Der placeres en front højttaler på hver side af billedet (tv, lærredet). Center højttaleren placeres enten over billedet, under billedet eller bag billedet hvis det er muligt. Surround højttalerne placeres normalt bag lytteren. En på venstre side og en på højre. Subwooferen kan placeres lidt mere frit, da menneske øre har meget svært ved at retningsbestemme dybe toner. Den kan fx placeres et sted mellem front højttalerne, direkte under center højttaleren, eller bag lytteren hvis man ønsker at gemme den lidt væk.
Et 7.1 setup er en udvidet udgave af en 5.1 setup. Her har man de samme højttalere som nævnt ovenfor, men samtidig tilføjes der yderligere 2 højttalere bag lytteren på højre og venstre side, samtidig med at man flytter de eksisterende surround højttalere næsten helt ud på venstre og højre side af lytteren. Det er med til at give en mere præcis rumfornemmelse.

## Surround sound lyd formater
Surround sound lyd findes normalt sammen med film på henholdsvis dvder og Blu-ray Discs. DVDen er et lidt ældre medie der ikke kan rumme en lige så stor mængde data som de nyere Blu-Ray disks. På begge disse medier er lyden komprimeret i et format der indeholder de forskellige lydspor. På DVDer var det typisk Dolby Digital Surround og DTS Surround der blev brugt, som indeholdt lyden i en middelmådig kvalitet i forhold til nutidens formater der bliver brugt på Blu-Ray disks. I dag er Dolby og DTS kommet med to nye formater som er henholdsvis Dolby TrueHD og DTS-HD Master Audio, der indeholder en højere opløst lyd end tidligere. Det har naturligvis medført at selve lydsporte i rå data er kommet til at fylde mere end hvad det gjorde før i tiden, og af denne grund bliver formatet også kun brugt på større medier så som Blu-Ray.